# ميغيل دا باز
ميغيل دا باز (بالإسبانية: Miguel de la Paz)‏ (1500-1498)؛ هو ابن مانويل الأول وإيزابيلا الأراغونية، أصبح أمير البرتغال وأمير أستورياس وكذلك جرندة، توفيت والدته بعد ولادته على الفور، تزوج والده من خالته ماريا التي انجبت له 8 أولاد من بينهم أثنين من ملوك، خلفه بعد وفاته في 1500 أخوه جواو أمير البرتغال وخالته الكبرى خوانا أصبحت أميرة أستورياس، بعد وفاته.